# Máximo Tajes
Máximo Tajes, né le 23 novembre 1852 à Canelones et mort le 1912 à Montevideo, est un militaire et un homme d'État uruguayen.
Il est le président de l’Uruguay du 18 novembre 1886 au 1er mars 1890.

## Biographie
Membre du Parti Colorado, c'est un militaire distinguée.